# Marquard von Randegg
Marquard von Randegg († 28. Dezember 1406) war 1398 Bischof von Minden und von 1398 bis 1406 Bischof von Konstanz.

## Leben
Marquard von Randegg (auch Randeck) stammte aus dem schwäbischen Geschlecht der Herren von Randeck. Stammsitz war Burg Randeck; sie liegt heute auf der Gemarkung Ochsenwang, einem Ortsteil der Gemeinde Bissingen an der Teck im Landkreis Esslingen in Baden-Württemberg. Sein Vater war Eberhard von Randeck, dessen Bruder Marquard war Bischof von Augsburg und Patriarch von Aquileja.
Marquards Geburtsdatum ist unbekannt, er wird erstmals 1382 als Lizentiat und Lektor an der Universität Wien erwähnt. 1392 wurde er zum Rektor gewählt und Kanoniker zu St. Stephan. Er war Domherr in Augsburg und Eichstätt. 1395 ernannte ihn Papst Bonifatius IX. zu seinem Referendar und verlieh ihm das Amt des päpstlichen Kollektors im Erzbistum Salzburg.
Am 20. März 1398 wurde er Bischof von Minden, jedoch schon kurze Zeit später, am 25. Oktober 1398, Bischof von Konstanz. Es gelang Marquard, das seit 1378 andauernde Schisma in der Diözese zu beenden und eine moderne Gerichtsordnung einzuführen.
Am 22. Dezember 1402 bestätigte er als Bischof von Konstanz im Verein mit dem Domkapitel die Umwandlung der weltlichen Parochial- in eine Klosterkirche des Paulinerklosters Bonndorf und vermehrte die Stiftung, indem er auf seine Anteile an den Einkünften der Bonndorfer Pfarrei verzichtete.
Am 8. Februar 1403 gab er sein Einverständnis zur Stiftung eines Kartäuserklosters in Basel und gab der Kartause den Namen St. Margarethental.